# Born to Die (альбом Grand Funk Railroad)
Born to Die — це 10-ий студійний альбом рок-гурту Grand Funk Railroad, випущений у 1976 році. Назва альбому вважається однією з найпохмуріших, що дещо відхиляється від зверхнього та зухвалого ставлення, яке було таким поширеним у попередніх альбомах, як, наприклад,  All the Girls in the World Beware!!!  (1974), і зосередився на більш темному музичному та ліричному змісті, що стосується смерті, політики та особистих стосунків. Перший трек був написаний Фарнером на згадку про свого двоюрідного брата, який загинув в аварії на мотоциклі. Більш прискіпливий поп-сингл «Sally», що вийшов 3 квітня, був написаний Марком Фарнером за його тодішній любовний інтерес, актриса / співачка Салі Келлерман (Sally Kellerman).

## Список композицій
| Перша сторона | Перша сторона          | Перша сторона    | Перша сторона | Перша сторона |
| #             | Назва                  | Автор            | Вокал         | Тривалість    |
| ------------- | ---------------------- | ---------------- | ------------- | ------------- |
| 1.            | «Born to Die»          | Фарнер           | Фарнер        | 5:35          |
| 2.            | «Dues»                 | Брюер/Краг Фрост | Брюер         | 5:36          |
| 3.            | «Sally»                | Фарнер           | Фарнер        | 3:16          |
| 4.            | «I Fell for Your Love» | Брюер/Фрост      | Брюер         | 4:12          |
| 5.            | «Talk to the People»   | Фарнер/Фрост     | Фарнер        | 5:33          |

| Друга сторона | Друга сторона   | Друга сторона             | Друга сторона | Друга сторона |
| #             | Назва           | Автор                     | Вокал         | Тривалість    |
| ------------- | --------------- | ------------------------- | ------------- | ------------- |
| 6.            | «Take Me»       | Брюер/Фрост               | Брюер         | 5:10          |
| 7.            | «Genevieve»     | Фарнер/Брюер/Сшехер/Фрост | Instrumental  | 6:12          |
| 8.            | «Love Is Dyin'» | Брюер                     | Брюер         | 4:14          |
| 9.            | «Politician»    | Фарнер                    | Фарнер        | 3:54          |
| 10.           | «Good Things»   | Фарнер                    | Фарнер        | 4:35          |
| 47:05         |                 |                           |               |               |

| Додатковий трек - CD Release | Додатковий трек - CD Release        | Додатковий трек - CD Release | Додатковий трек - CD Release | Додатковий трек - CD Release |
| #                            | Назва                               | Автор                        | Вокал                        | Тривалість                   |
| ---------------------------- | ----------------------------------- | ---------------------------- | ---------------------------- | ---------------------------- |
| 11.                          | «Bare Naked Woman» (Live Rehearsal) | (unknown)                    | Фарнер                       | 3:40                         |
| 12.                          | «Genevieve» (Live Rehearsal)        | Фарнер/Брюер/Сшахер/Фрост    | Інструментал                 | 6:28                         |

## Склад
- Марк Фарнер (Mark Farner) — гітара, вокал
- Крейн Фрост (Craig Frost) — клавіши, вокал
- Мел Сшехер (Mel Schacher) — бас
- Дон Брюер (Don Brewer) — ударні, перкусія, вокал
- Джімі Хол (Jimmy Hall) — саксофон, гармоніка
- Донна Хол (Donna Hall) — вокал

## Чарти
| Чарт (1976)           | Peak position |
| --------------------- | ------------- |
| Canadian Albums (RPM) | 31            |
| US Billboard 200      | 47            |

Singles
| Рік  | Сингл     | Чарт              | Позиція |
| ---- | --------- | ----------------- | ------- |
| 1976 | «Take Me» | Billboard Hot 100 | 53      |
| 1976 | «Take Me» | Канада            | 58      |
| 1976 | «Sally»   | Billboard Hot 100 | 69      |
| 1976 | «Sally»   | Канада            | 35      |